# DHB-pokal (mænd)
 For alternative betydninger, se DHB-pokal. (Se også artikler, som begynder med DHB-pokal)
DHB-pokal (tysk: Der DHB-Pokal) er den tyske pokalturnering i håndbold. Turneringen afholdes årlig og er siden 1994 blevet afsluttet med et final four-stævne i Hamburg, hvor der spilles semifinaler og finale lørdag og søndag. Vinderen af turneringen kvalificerede sig til og med 2010/11 til den europæiske klubturnering EHF Cup Winners' Cup. Fra og med 2011/12 kvalificerer vinderen sig til EHF European Cup.

## Pokalmestre
| År   | Klub                    | År   | Klub                 | År   | Klub                   |
| ---- | ----------------------- | ---- | -------------------- | ---- | ---------------------- |
| 1975 | TSV Grün-Weiß Dankersen | 1987 | TV Großwallstadt     | 1999 | THW Kiel               |
| 1976 | TSV Grün-Weiß Dankersen | 1988 | TUSEM Essen          | 2000 | THW Kiel               |
| 1977 | VfL Gummersbach         | 1989 | TV Großwallstadt     | 2001 | VfL Bad Schwartau      |
| 1978 | VfL Gummersbach         | 1990 | TSV Milbertshofen    | 2002 | TBV Lemgo              |
| 1979 | TSV Grün-Weiß Dankersen | 1991 | TUSEM Essen          | 2003 | SG Flensburg-Handewitt |
| 1980 | TV Großwallstadt        | 1992 | TUSEM Essen          | 2004 | SG Flensburg-Handewitt |
| 1981 | TuS Nettelstedt         | 1993 | SG Wallau-Massenheim | 2005 | SG Flensburg-Handewitt |
| 1982 | VfL Gummersbach         | 1994 | SG Wallau-Massenheim | 2006 | HSV Hamburg            |
| 1983 | VfL Gummersbach         | 1995 | TBV Lemgo            | 2007 | THW Kiel               |
| 1984 | TV Großwallstadt        | 1996 | SC Magdeburg         | 2008 | THW Kiel               |
| 1985 | VfL Gummersbach         | 1997 | TBV Lemgo            | 2009 | THW Kiel               |
| 1986 | MTSV Schwabing          | 1998 | THW Kiel             | 2010 | HSV Hamburg            |